# Дуб звичайний (пам'ятка природи, Віньковецький район)
Дуб звича́йний — ботанічна пам'ятка природи місцевого значення в Україні. Об'єкт природно-заповідного фонду Хмельницької області.
Розташована в межах Віньковецької селищної громади Хмельницького району Хмельницької області, між смт Віньківці та селом Станіславівка.
Площа 0,1 га. Статус присвоєно згідно з розпорядженням облвиконкому від 11.06.1970 року № 156-р«б» 7. Перебуває у віданні ДП «Ярмолинецький лісгосп» (Віньковецьке л-во, кв. 48, вид. 43).
Статус присвоєно для збереження одного екземпляра вікового дуба.